# Filchnerella pamphagoides
Filchnerella pamphagoides är en insektsart som beskrevs av Heinrich Hugo Karny 1908. Filchnerella pamphagoides ingår i släktet Filchnerella och familjen Pamphagidae. Inga underarter finns listade i Catalogue of Life.